# Værebro Stadion
Værebro Stadion er et fodboldstadion i Bagsværd, Værebroparken, som er hjemsted for fodboldklubben Værebro Boldklub.